# Николау, Наталья Георгиевна
Наталья Георгиевна Николау — кандидат философских наук, эллинист, переводчица
 с греческого, автор нескольких пособий, известный деятель греков России.

## Биография
Дочь политического эмигранта Георгиоса Николау, майор ЭЛАС, уроженца Эпирского города Янина, который иммигрировал в Советский Союз после окончания гражданской войны в Греции в 1949 году.
В школьные годы Наталью избрали президентом Клуба интернациональной дружбы московского городского Дворца пионеров и школьников, который располагался на Ленинских горах. На этой «должности» девушка имела возможность лично встретиться со многими выдающимися людьми своего времени, такими как Долорес Ибаррури, Мария Фортус, Георгий Арутюнянц, Юрий Гагарин, Герман Титов, Алексей Маресьев, Джанни Родари, Микис Теодоракис и Яннис Рицос. В период военной диктатуры «черных полковников» в Греции Наталья Николау возглавила молодёжную комиссию Советского комитета солидарности с греческими демократами.
Получила образование на философском факультете Московского государственного университета, с 1982 по 1986 годы работала на кафедре классической филологии. Впоследствии по приглашению правительства Грузии начала преподавания в Тбилисском университете, в период 1980—1990 лет заведовала отделением новогреческого языка и литературы.
Позже вернулась в Москву, где до сих пор работает на кафедре классической филологии МГУ. С 1995 года возглавляет Школу по изучению греческого языка, основанную на базе Московского общества греков. Свободно владеет также кафаревусой. Наталья Георгиевна возглавляла несколько проектов перевода на русский язык произведений новогреческих литераторов, в частности Александроса Пападиамандиса.
Своими учителями Наталья Георгиевна называет Янниса Кипарисиса, Сергиоса Калайдзиса и Феохариса Кессидиса.

## Основные работы
- Краткий словарь новогреческой литературы. — Москва: Книжный дом «Либроком», 2010. — 296 с. — ISBN 978-5-397-01373-4[5]
- Греция: Лингво-страноведческий словарь. — Москва: Книжный дом «Либроком», 1995. — 288 с. — ISBN 5-88417-009-2[6]
- Греческий язык для детей : учебное пособие. ― Сергиев Посад : Свято-Троицкая Сергиева Лавра, 2005. ― 95 с.[7]

## Награды и звания
- почетный диплом «Общества друзей греческого языка» (1991)
- премия Афинской академии наук «За вклад в сохранение и распространение греческого языка и культуры в странах бывшего СССР» (1992)
- серебряная медаль имени Адамантиос Кораиса (1998)
- премия Афинской мэрии и Союза греческих литературных переводчиков в номинации «Лучший перевод с греческого на иностранный язык» (2002)
- почетный гражданин острова Хиос за вклад в дело греческого образования за границей (с 2001 года).